# Jasminanthes
Jasminanthes là chi thực vật có hoa trong họ Apocynaceae.
Chi này trước đây được coi là một phần của chi Stephanotis.

## Các loài
- Jasminanthes borneensis Rodda, 2019[2] - Borneo.
- Jasminanthes chunii (Tsiang) W.D.Stevens & P.T.Li, 1995 - Quảng Đông, Quảng Tây, Hồ Nam.
- Jasminanthes hosei Rodda, 2019[2] - Borneo.
- Jasminanthes kinabaluensis Rodda, 2019[2] - Borneo.
- Jasminanthes laotica Y.H. Tan & H.B. Ding, 2019[3] - Lào.
- Jasminanthes maingayi (Hook.f.) Rodda, 2019[2] - Malaya.
- Jasminanthes mucronata (Blanco) W.D.Stevens & P.T.Li, 1995 - Phúc Kiến,Quảng Đông, Quảng Tây, Quý Châu, Hồ Nam, Tứ Xuyên, Chiết Giang, Đài Loan.
- Jasminanthes pilosa (Kerr) W.D.Stevens & P.T.Li, 1995 - Quảng Tây, Vân Nam, Thái Lan, Việt Nam.
- Jasminanthes sarawakensis Rodda, 2019[2] - Borneo.
- Jasminanthes saxatilis (Y.Tsiang & P.T.Li) W.D.Stevens & P.T.Li, 1995 - Quảng Tây, Vân Nam.
- Jasminanthes suaveolens Blume, 1850 - Borneo.
- Jasminanthes tuyetanhiae T.B.Tran & Rodda, 2018[4] - Cam thảo Đá Bia. Việt Nam. Vinh danh kỹ sư Lê Thị Tuyết Anh.[5]
- Jasminanthes xuanlienensis T.B.Tran & Rodda, 2016[6] - Việt Nam.